# Arsakes I.

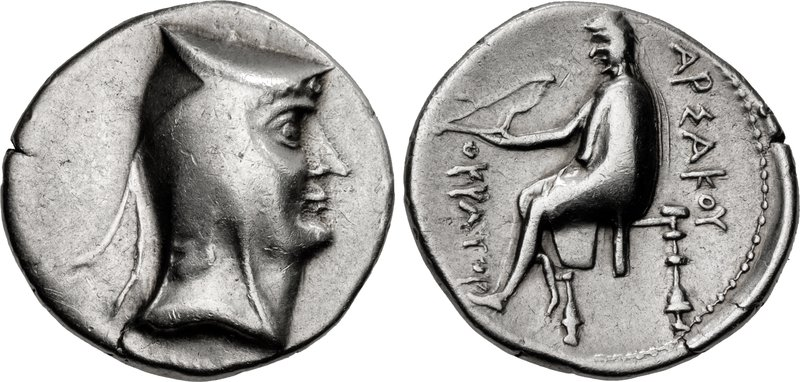
Münze von Arsakes I.

Arsakes (persisch ارشک Aršaka; Ashkan bzw. Aškān oder Aschkan; * vor 250 v. Chr.; † ca. 217 v. Chr.) war der Begründer des Partherreiches und der Arsakiden-Dynastie.
Arsakes, dessen Herkunft unbekannt ist, war Anführer der Parni, eines ostiranischen, zur Konföderation der Dahae gehörigen Nomadenstammes aus einem Gebiet südöstlich des Kaspischen Meeres. Um 250 v. Chr. griff er die wahrscheinlich am Fluss Atrak gelegene Landschaft Astauene im Norden der zum Seleukidenreich gehörigen Provinz Parthien an. Etwa 247 v. Chr. ließ er sich in Asaak, dessen Lage nicht genau bekannt ist, krönen; und dieses Ereignis markierte wohl den Beginn der arsakidischen Zeitrechnung. Bis 238 v. Chr. eroberte der Stamm der Parni unter Führung des Arsakes das gesamte Parthien und tötete Andragoras, den rebellischen seleukidischen Satrapen dieser Provinz. Daraufhin übernahm er den Namen der Provinz und begann sesshaft zu werden. Nicht lange nach der Eroberung Parthiens gelang Arsakes auch die Unterwerfung des angrenzenden Hyrkaniens. Dabei nutzte er die Abwesenheit des Königs Seleukos II. aus, der damals in kriegerische Handlungen im Westen seines Reichs verwickelt war.
Arsakes konnte die Versuche Seleukos’ II., das verlorene Gebiet zurückzuerobern, erfolgreich abwehren, ebenso Angriffe des gleichfalls gerade erst entstandenen Griechisch-Baktrischen Königreiches unter Diodotos I., und das Reich der Parther stabilisieren. Mit dem folgenden baktrischen König Diodotos II. schloss Arsakes mehrere Verträge. Er reorganisierte das Heerwesen, erbaute Festungen, gründete Städte wie Dara und führte Infrastrukturprojekte durch. Seine Regierungszeit erstreckte sich bis etwa 217 v. Chr.